# Зміцнення гірських порід
Зміцнення гірських порід (рос. упрочнение горных пород, англ. rock consolidation; нім. Gesteinsverfestigung f) – направлений вплив на гірський масив, в результаті якого поліпшуються його міцнісні та інш. характеристики. Здійснюється звичайно закріпленням масиву штанговим кріпленням (“зшиття" шарів між собою металевими, залізобетонними, сталеполімерними, полімербетонними і інш. штангами), цементацією, глинизацією, бітумізацією гірських порід і інш. 
Найперспективніший спосіб З.г.п. - смолоін’єкційний. Зміцненню підлягають сильно тріщинні масиви вмісних порід: висячого, лежачого боків і тих, що налягають зверху. Суть З.г.п. полягає в нагнітанні в г.п. під тиском до 25 МПа і більше тверднучих речовин (карбамідних, фенолформальдегідних, поліефірних, поліуре-та-нових смол, магнезійних, акрилових, епоксидних сполук і інш.). Діапазон робочого тиску 10-25 МПа, темп нагнітання на 1 м довжини шпуру 0,7-2,5 л/хв. Сітка розташування ін'єкційних шпурів (свердловин) 1Х1 м, 1,5 Х1,5 м, 2Х2 м вибирається в залежності від тріщинуватості порід. Задовільним вважається зміцнення, при якому 80% тріщин (з шириною розкриття не менше за 0,01 мм) заповнено зміцнюючим складом.